# Paralelismo Político
Paralelismo político se refere à percepção de uma convergência de objetivos, meios, enfoques e públicos entre determinados jornais e determinados partidos políticos. Em uma perspectiva geral, o paralelismo político se desenvolve em cenários de estabilidade nas relações entre veículos de comunicação e elites políticas.

## Origem do termo
O conceito vem do livro The Political Impact of Mass Media (1974), de Colin Seymour-Ure. Em 1995, Blumler e Gurevitch contribuíram para os estudos na área com a obra The Crisis of Public Communication . Contudo,o conceito de Paralelismo Político se tornou popular após Daniel C. Hallin e Paolo Mancini usarem na obra Comparing Media Systems. Three Models of Media and Politics (2004).

## Colin Seymour-Ure
Nele, o autor indica os fundamentos de uma investigação sistêmica sobre a relação entre jornais e partidos políticos. Levando em consideração também a relação entre  sistemas jornalísticos e sistemas partidários, e propõe uma análise comparativa sobre os fatores que influenciam nesta relação. Seymour-Ure divide sua análise do grau de paralelismo entre partidos e jornais entre duas esferas. "A primeira faz à relação entre partidos e jornais inerentes, e considera três variantes. A organização alude ao tipo de associação que se estabelece entre um determinado jornal e um partido, em outras palavras, de um lado fica uma ligação extrema com um partido, como a posse e/ou administração do jornal e do outro os jornais que não têm qualquer relação organizacional com partidos e, entre eles, se encontram diferentes tipos de controle informal exercido pelos partidos sobre jornais; a variável metas partidárias dá conta do grau com que as posições de um jornal coincidem com os objetivos de um dado partido, o qual varia da lealdade integral à independência, passando por diversas posições intermediárias entre estes extremos; a variável apoiadores do partido,que se refere ao grau de coerência entre as preferências partidárias dos jornais e dos leitores. O segundo nível de análise considera a correspondência entre sistemas partidários e sistemas de imprensa. Para explicá-la, o autor introduz uma quarta variável, relativa à proporção entre a distribuição do público entre os jornais e o número de votos recebidos pelos partidos a eles relacionados. Além disto, Seymour-Ure propõe um modelo de análise comparativa para dar conta da diversidade de formas assumidas pelo paralelismo político em diferentes países, tendo em vista variáveis relativas aos sistemas de imprensa e aos sistemas partidários."

## Blumler e Gurevitch
Jay G. Blumler e Michael Gurevitch reelaboraram o termo paralelismo político em sua obra divulgada em 1995. Porém, a versão original do texto é de 1975, apenas um ano após a publicação dos estudos de Colin Seymour-Ure. Blumler e Gurevitch fundamentaram quatro dimensões que pretendem avaliar a forma como as diferentes sociedades se estabelecem a partir das relações existentes entre as organizações políticas e midiáticas. São elas:
- O poder que o Estado exerce nas organizações midiáticas;
- O partidarismo político presente na mídia;
- O envolvimento das elites políticas com a mídia;
- Os artifícios que a mídia utiliza para legitimar sua atuação.

## Hallin e Mancini
Em Comparing Media Systems. Three Models of Media and Politics (2004), os autores contavam com uma base de pesquisas empíricas que não estava disponível para seus antecessores. Além disso, eles optaram por um desenho de pesquisa baseado nos “sistemas mais semelhantes”, restringindo a sua análise a 18 países, da América do Norte e da Europa Ocidental, dotados de padrões socioeconômicos relativamente próximos, além de compartilharem alguns traços importantes no tocante à sua cultura e instituições políticas.
Daniel C. Hallin e Paolo Mancini analisam o sistema midiático  de um país através de um esquema conceitual baseado em três modelos de tipo ideal - Liberal, Corporativista Democrático e Pluralista Polarizado - nos quais  quatro variáveis servem como parâmetro para a análise  comparativa.
As variáveis  são: (a) Desenvolvimento dos mercados midiáticos; (b) Paralelismo político; (c) Desenvolvimento do profissionalismo jornalístico; e (d) o Grau e natureza da intervenção do Estado no sistema midiático. Cada uma destas variáveis são analisadas por diferentes fatores, veja a seguir como os autores os definem.
Desenvolvimento dos mercados midiáticos: Realçam diversos indicadores  que podem ser usadas para descrever as características dos sistemas de imprensa.
- Taxa de circulação de jornais;
- Relacionamento jornais e leitores (orientado às elites x massa);
- Diferença de gênero no alcance do jornal;
- Importância dos jornais e da televisão como fonte de notícias;
- A relação de jornais locais, regionais e nacionais;
- O grau de uma separação clara entre imprensa sensacionalista e imprensa de qualidade;
- Segmentação regional ou linguística dos mercados midiáticos;
- Influência dos países vizinhos no sistema de mídia nacional

Paralelismo Político: Estabelecem 6 indicadores para avaliar o grau de paralelismo político.
- A extensão da orientação política dentro do conteúdo midiático;
- Conexão organizacional entre os meios de comunicação e organizações políticas;
- A tendência de profissionais da mídia em participar da vida política;
- Partidarismo das mídias. Por exemplo: jornalistas quebrando a imparcialidade e defendendo abertamente uma ideia, política pública, candidato ou partido político; reportagens orientadas ideologicamente misturando comentários, informação e opinião;
- Pluralismo interno (abrange diferentes opiniões e perspectivas dentro de um veículo) ou pluralismo externo (abrange diferentes opiniões e perspectivas dentro de um ramo midiático, como a televisão, por exemplo);
- A regulação do serviço público de radiodifusão. Por exemplo: Controlada pelo governo, isolada do controle político direto, de representações políticas ou grupos socialmente relevantes.

Desenvolvimento do profissionalismo jornalístico: Observam a independência do jornalismo.
- Grau de autonomia;
- Desenvolvimento de normas e regras distintas. Por exemplo: rotinas práticas ou princípios éticos próprios;
- Orientação para o serviço público dos jornalistas (orientação no sentido de uma ética de serviço público mais do que para interesses privados)

Grau e natureza da intervenção do Estado no sistema midiático: Essa dimensão enfatiza o poder que o sistema político tem na formação da estrutura de um sistema midiático. Hallin e Mancini usam  os seguintes indicadores para cobrir essa quarta dimensão:
- Censura ou outros tipos de pressão política;
- Natureza da  subvenção econômica dada aos meios de comunicação;
- Quadro legal voltado à regulação  dos meios de comunicação (leis, licenças, etc);
- O nível de ação do Estado como fonte de informação e "definidor primário" de notícias;

Em última análise, as inter-relações dessas quatro dimensões são complexas. Elas têm que ser avaliadas empiricamente para cada novo caso em estudo. Consequentemente, elas podem influenciar umas às outras de modo importante, mas também variam de forma independente.
Com base nos critérios acima explicados, os modelos midiáticos propostos por Hallin e Mancini podem ser classificados da seguinte forma:
| Modelo Midiático           | Países                                                                            | Indústria jornalística | Paralelismo Político |
| -------------------------- | --------------------------------------------------------------------------------- | --- | --- |
| PLURALISTA POLARIZADO      | França, Grécia, Itália, Portugal, Espanha                                         | Baixa circulação de jornais; Imprensa voltada para a elite política; Centralidade da mídia eletrônica (rádio e TV) no mercado da informação; Liberdade de imprensa e desenvolvimento da mídia comercial tardios | Alto nível de paralelismo político; Pluralismo externo, jornalismo opinativo mais presente; Sistema de comunicação pública (quando existente), tende a apoiar as políticas de governo; Baixo nível de regulação da mídia; Predomínio da representação coletiva sobre a individual, com forte envolvimento do Estado e dos partidos na economia                                                              |
| DEMOCRÁTICO CORPORATIVISTA | Dinamarca, Finlândia, Noruega, Áustria, Alemanha, Suécia, Suíça, Bélgica, Holanda | Alta circulação de jornais; Desenvolvimento precoce da indústria jornalística; Imprensa ligada à grupos sociais organizados; Mídia eletrônica mantém a coexistência de comunicação pública e comunicação comercial; Cidadãos buscam a proteção da mídia por parte do Estado, para reforçar a liberdade de imprensa | Alto paralelismo político; Moderado pluralismo externo, com histórico de jornalismo opinativo, mas recente crescimento do informativo; Elevado profissionalismo da mídia, que é vista como importante instituição social; Forte regulação da mídia; Estado assistencialista, grupos sociais enraizados e instituições liberais compõem uma política pluralista moderada e democrática                       |
| LIBERAL                    | Inglaterra, Canadá, Estados Unidos, Irlanda                                       | Média circulação de jornal impresso; Desenvolvimento precoce de imprensa comercial de grande circulação; Elevada profissionalização do campo jornalístico; Liberdade de imprensa e individualismo marcantes desde o início                                                                                         | Baixo paralelismo político; Alto pluralismo interno, com jornalismo informativo mais predominante; Regulação de mídia mínima (Estados Unidos) e presente na comunicação pública (Canadá e Inglaterra); Ampla predominância das leis do mercado e limitação da capacidade de intervenção do Estado; Política pluralista moderada, com democracia representativa, economia de mercado e dinâmica bipartidária |

O trabalho de Hallin e Mancini, estabelecido em 2004, passou a ser base de pesquisas e objeto de estudo de diversos pesquisadores e assim foi percebida a necessidade de manter o modelo sempre atualizado. Uma atualização desse tipo pode ser encontrada no trabalho Hallin and Mancini Revisited: Four Empirical Types of Western Media Systems (2014).
Trata-se de uma pesquisa publicada no Journal of Communication, em 2014,  e que promoveu uma análise empírica baseada no estudo original, analisando 17 dos países já citados*. O artigo chegou a uma diferença analítica que dividiu os 3 modelos midiáticos originais em 4 tipos empíricos (Norte, Central, Oeste e Sul), ordenando, assim, a classificação dos países de um novo modo. A comparação entre as duas classificações (a original de Hallin e Mancini) e a dos autores do referido artigo pode ser encontrada na tabela abaixo:
|                            |         | Modelo Original                       |                         |                                 |
| Democrático Corporativista | Liberal | Pluralista Polarizado                 |                         |                                 |
| Tipos Empíricos            | Norte   | Dinamarca, Finlândia, Noruega, Suécia |                         |                                 |
| Tipos Empíricos            | Central | Áustria, Alemanha, Suíça              | Inglaterra              |                                 |
| Tipos Empíricos            | Oeste   | Bélgica, Países Baixos                | Estados Unidos, Irlanda | Portugal                        |
| Tipos Empíricos            | Sul     |                                       |                         | França, Grécia, Itália, Espanha |

*O décimo oitavo país é o Canadá, que não aparece na tabela pois não haviam dados atualizados no período da análise.

## Crítica
Afonso de Albuquerque analisa o conceito de “paralelismo político”, considerando que ele se revela como um fenômeno histórico bastante particular, associado a uma região geográfica específica, sendo ela a Europa Ocidental, e a um período histórico o qual abrange o final do século XIX e a maior parte do século XX. Portanto não faria sentido fazer do paralelismo político uma categoria universal de comparação.
O autor defende, assim, que há boas razões para acreditar que todas as possibilidades de tipos de relação entre o campo da comunicação com o campo da política não se resume na oposição entre o modelo de jornalismo independente (baseado no jornalismo estadunidense) e o paralelismo político (característico da Europa ocidental). Dessa forma, Albuquerque se propõe a avaliar o paralelismo político em sistemas de mídia muito diferentes. Ele argumenta que existem três tipos de situações que afetam a conexão entre mídia e política e que cobrem uma ampla gama de possibilidades. Essas três situações são as seguintes:
1. Sistemas políticos competitivos que apresentam uma reduzida estabilidade institucional (Mídia como agente político): Apresenta um papel moderador, as linhas partidárias são relativamente obscuras, mas a mídia é politicamente ativa, como é o caso do Brasil. Segundo Albuquerque, o modelo Pluralista Polarizado, elaborado por Hallin e Mancini , flerta com esta situação específica.
2. Sistemas políticos não competitivos que apresentam uma considerável estabilidade institucional (Mídia como serviço público): As linhas partidárias são claras, mas os meios de comunicação relativamente passivos na reportagem política.
3. Sistemas políticos não competitivos com baixa estabilidade institucional (Mídia Objetiva): A mídia posiciona-se politicamente passiva e as linhas partidárias são pouco claras. Para Albuquerque, o regime autoritário brasileiro (1964-1985) ilustra um exemplo interessante a este respeito.

Essas categorias analíticas propostas correspondem a tipos ideais, servindo assim como parâmetros para a análise, mas não representam a perfeita correspondência com a realidade.